# Suchowola
Suchowola là một thị trấn thuộc huyện Sokólski, tỉnh Podlaskie ở đông-bắc Ba Lan. Thị trấn có diện tích 26 km². Đến ngày 1 tháng 1 năm 2011, dân số của thị trấn là 2186 người và mật độ 84 người/km².